# Giải bóng đá vô địch quốc gia Quần đảo Cook 2009
Giải bóng đá vô địch quốc gia Quần đảo Cook 2009 là mùa giải thứ 36 được ghi nhận của giải đấu bóng đá cao nhất ở Quần đảo Cook, với việc không rõ kết quả ở các mùa giải từ 1951 đến 1969, mùa giải 1986 và cả 1988–1990. Nikao Sokattak giành chức vô địch lần thứ 6. Tupapa Maraerenga là đội á quân, với Arorangi về đích thứ ba.

## Bảng xếp hạng
Nikao Sokattak giành chức vô địch, giải đấu diễn ra theo hình thức vòng tròn một lượt vì mùa giải bắt đầu muộn.
| XH | Đội                | Tr | T | H | T | BT | BB | HS  | Đ  |
| -- | ------------------ | -- | - | - | - | -- | -- | --- | -- |
| 1  | Nikao Sokattak (C) | 6  | 6 | 0 | 0 | 21 | 1  | +20 | 18 |
| 2  | Tupapa Maraerenga  | 6  | 5 | 0 | 1 | 26 | 6  | +20 | 15 |
| 3  | Arorangi           | 6  | 3 | 1 | 2 | 10 | 16 | −6  | 10 |
| 4  | Avatiu             | 6  | 1 | 2 | 3 | 5  | 9  | −4  | 5  |
| 5  | Takuvaine          | 6  | 1 | 2 | 3 | 7  | 13 | −6  | 5  |
| 6  | Matavera           | 6  | 1 | 2 | 3 | 4  | 10 | −6  | 5  |
| 7  | Titikaveka         | 6  | 0 | 1 | 5 | 4  | 22 | −18 | 1  |

Nguồn: 
Quy tắc xếp hạng: 1. Điểm; 2. Hiệu số bàn thắng; 3. Số bàn thắng.
(VĐ) = Vô địch; (XH) = Xuống hạng; (LH) = Lên hạng; (O) = Thắng trận Play-off; (A) = Lọt vào vòng sau. 
Chỉ được áp dụng khi mùa giải chưa kết thúc: 
(Q) = Lọt vào vòng đấu cụ thể của giải đấu đã nêu; (TQ) = Giành vé dự giải đấu, nhưng chưa tới vòng đấu đã nêu.

## Kết quả
| Nhà \ Khách[1]    | ARO | AVA | MAT | NIK | TAK | TIT  | TUP |
| Arorangi          |     |     | 2–1 |     |     |      | 2–8 |
| Avatiu            | 3–0 |     | 1–1 | 0–1 |     | 2–1  |     |
| Matavera          |     |     |     | 0–2 | 2–1 |      | 0–4 |
| Nikao Sokattak    | 6–1 |     |     |     |     | 7–0  | 1–0 |
| Takuvaine         | 1–1 | 2–2 |     | 0–4 |     |      |     |
| Titikaveka        | 0–1 |     | 0–0 |     | 1–2 |      |     |
| Tupapa Maraerenga |     | 1–0 |     |     | 3–1 | 10–2 |     |

Cập nhật lần cuối: ngày 28 tháng 11 năm 2009.
Nguồn: 
1 ^ Đội chủ nhà được liệt kê ở cột bên tay trái.
Màu sắc: Xanh = Chủ nhà thắng; Vàng = Hòa; Đỏ = Đội khách thắng.

'NB: Trận Arorangi-Avatiu được xử thắng 3–0 cho Arorangi, mặc dù trận đấu có kết quả 4–0 thuộc về Avatiu.